# Alain-Guillaume Bunyoni
Alain-Guillaume Bunyoni (Kanyosha, 23 de abril de 1972) é um político e Primeiro-ministro do Burundi entre 23 de junho de 2020 e 7 de setembro de 2022. Anteriormente, de 2015 até 2020, foi Ministro da Segurança Interna no Gabinete de Pierre Nkurunziza.